# 南非瓦鰈
南非瓦鰈（学名：Poecilopsetta natalensis），又名奈脫瓦鰈;扁魚、皇帝魚、半邊魚、比目魚，为輻鰭魚綱鰈形目鰈亞目瓦鰈科瓦鰈屬下的一个种，分布於西印度洋肯亞至南非納塔爾海域，棲息深度250-450公尺，體長可達15公分，棲息在底層水域，以底棲生物為食，生活習性不明。